# Typhlops leptolepis
Espèce
Typhlops leptolepis est une espèce de serpents de la famille des Typhlopidae. 

## Répartition
Cette espèce est endémique de l'Est de Cuba.

## Publication originale
- Dominguez, Fong & Iturriaga, 2013 : A new blind snake (Typhlopidae) from Northeastern Cuba. Zootaxa, no 3681, p. 136–146.